# Vesdre

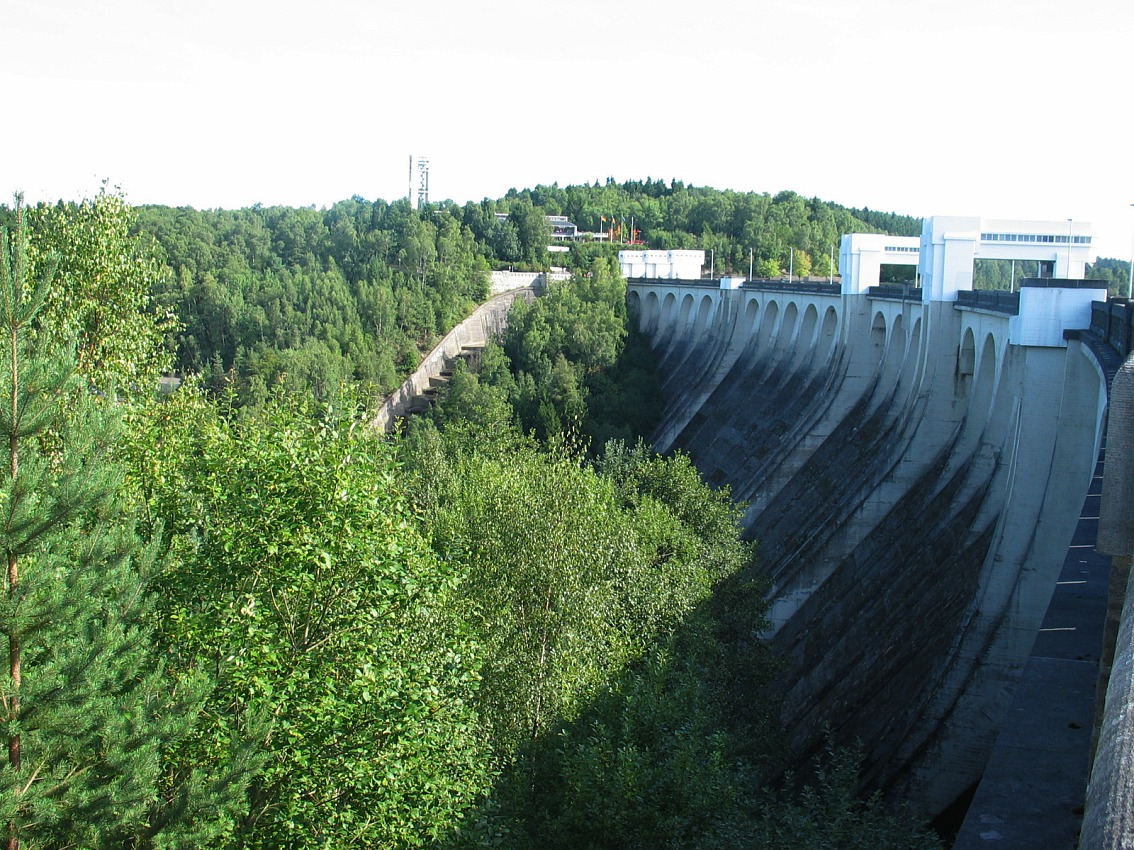
Barajul Wesertalsperre

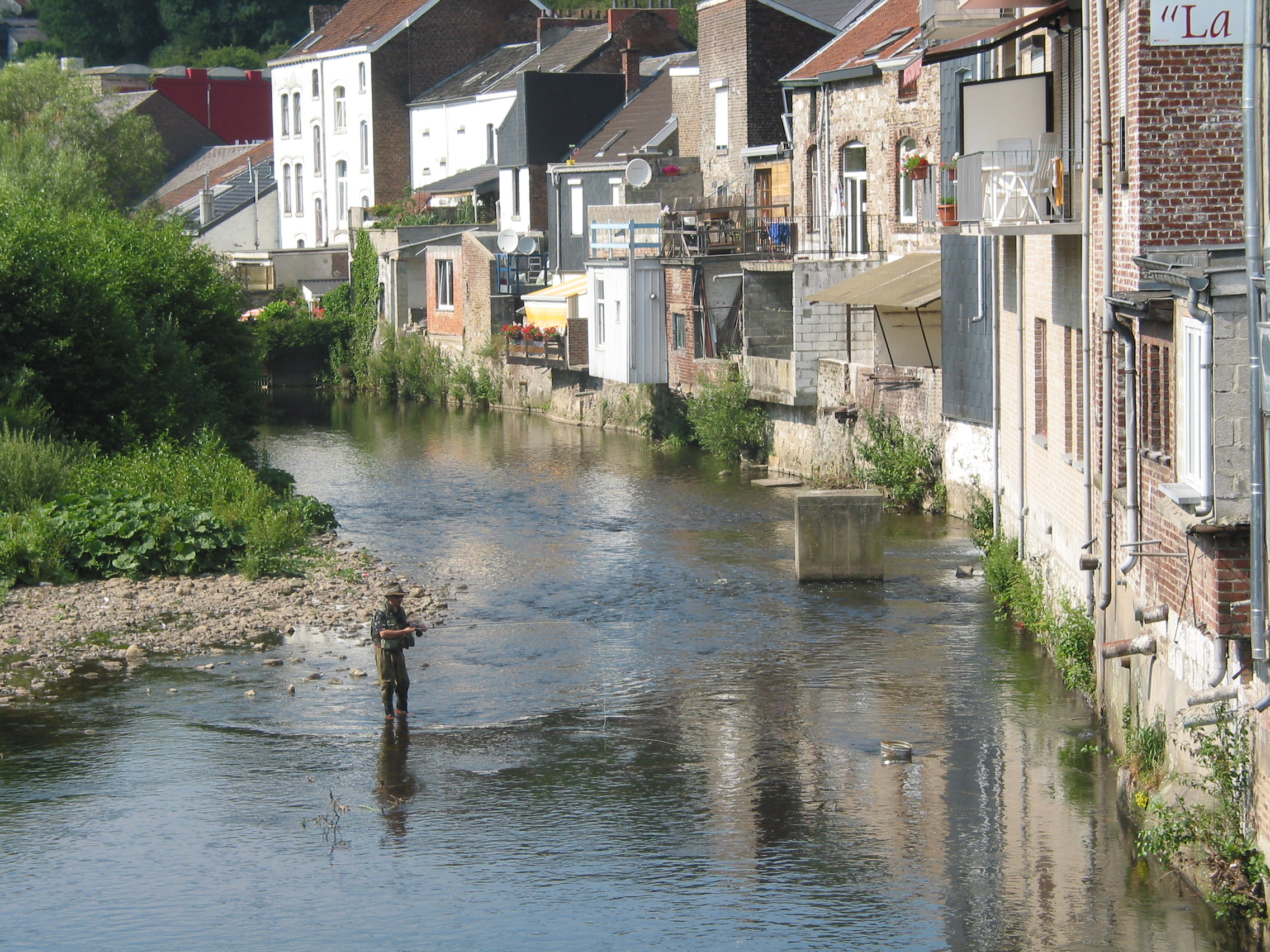
Vesdre la Limbourg

Vesdre (germană Weser, Weserbach) este un afluent de 60 km lungime al râului Ourthe care curge pe teritoriul Germaniei și Belgiei.

## Curs
Vesdre izvorăște în rezervația naturală Naturpark Hohes Venn-Eifel în apropiere de Konzen, Monschau din districtul Aachen. Râul se împarte în două ramuri una trece prin Steinbach, iar cealaltă ramură prin Roetgen, trece granița belgiană și traversează Eupen la est de barajul Wesertalsperre, alimentând lacul de acumulare, urmează să traveseze localitățile  Limbourg, Verviers, Pepinster, Chaudfontaine, vărsându-se lângă Liège în Ourthe care nu departe se varsă la nord în Maas.

## Istoric
Apa acidulată săracă în calciu a râului Vesdre, a fost folosită la începutul secolului al XVII-lea în industria textilă, fapt care a creat până la mjlocul secolului XX o stare de prosperare în regiune. Prin conținutul bacteriologic sărac al apei, apa lacului de acumulare care a fost conceput inițial pentru industrie este folosit acum în primul rând ca sursă de apă potabilă.